# Шумова-Симановська Катерина Олімпіївна
Катерина Олімпіївна Шумова-Симановська (6 червня [18 червня] 1852—1905) — російська лікар, фізіолог. Одна з перших у Російській імперії жінок-фізіологів. Брала найактивнішу участь у дослідах, які принесли І. П. Павлову всесвітню славу і Нобелівську премію.

## Життєпис
Народилася 6 (18) червня 1852 року в Самарі. Батько — Олімпій Олексійович Шумов (03.11.1820 — 14.02.1869), спадковий почесний громадянин (1838) Гавриловського Посаду, купець 1-ї гільдії. Мати — Олександра Михайлівна Шумова, дочка ростовського 1-ї гільдії купця Михайла Максимовича Плешанова. Була сьомою дитиною в сім'ї.
Протягом 1872—1877 років навчалася в Женеві, Цюриху, Парижі та Берні. 1877 року захистила в Бернському університеті докторську дисертацію. Після повернення в Росію 1879 року домоглася дозволу на ведення самостійно лікарської практики.
Асистувала І. П. Павлову під час проведення операцій з уявним годуванням і отриманням шлункового соку, що виділяється організмом собаки. Використання цього соку в лікувальних цілях Павлов активно пропагував і домагався збільшення його виробництва.
Стала першою жінкою-клінічним ординатором Медико-хірургічної академії. Після декількох років спільної роботи з І. П. Павловим стала лікарем вільної практики.
Чоловік — засновник отоларингології в Росії Микола Петрович Симановський.
Молодша сестра — хімік, фізіолог Надія Олімпіївна Зібер-Шумова.
Раптово померла 3 липня [16 липня] 1905 у своїй садибі Зорька. Похована в селі Руч'ї біля входу в Церкву Георгія Побідоносця. Перепохована на Тихвінському цвинтарі Олександро-Невської Лаври.
У пам'ять Катерини Симановської Микола Петрович Симановський і молодша сестра Надія заснували в садибі Зорька жіночу гімназію її імені — перший у Крестецькому повіті середній навчальний заклад. Також Микола Петрович Симановський відкрив лікарню в селі Борок і фінансував будівництво церкви Покрови Пресвятої Богородиці в селі Руч'ї, поруч з першим похованням дружини.